# Équipe de Corée du Nord de football à la Coupe du monde 1966
Cet article présente la campagne qualificative de l'Équipe de Corée du Nord de football pour la phase finale de la Coupe du monde de football 1966, organisée en Angleterre. Le sélectionneur, Myung Rye-hyun, en poste depuis l'année précédente, remplit son objectif et emmènent les Chollimas en phase finale, pour la première fois de son histoire.
C'est l'attaquant Pak Seung-jin, qui est le meilleur buteur nord-coréen des éliminatoires puisqu'il inscrit trois des neuf buts de sa formation, lors des deux rencontres face aux Soccerroos australiens. Pak Seung-jin est également le meilleur buteur nord-coréen en phase finale, après avoir marqué le but du 1-1 face au Chili au premier tour et avoir ouvert le score contre le Portugal en quarts de finale.
Les Chollimas quittent la compétition en quarts de finale, défaits par les Portugais emmenés par un exceptionnel Eusébio et auteur d'un quadruplé. Ils avaient auparavant terminé à la seconde place de leur poule du premier tour, derrière les invincibles Soviétiques, éliminant notamment l'Italie et le Chili.

## Qualifications
Cette année-là, la FIFA décide de placer l'ensemble des sélections engagées issues d'Afrique, d'Asie et d'Océanie dans la même zone éliminatoire, avec à la clé une seule place en phase finale pour ces trois continents. En réaction à cette mesure, tous les pays africains inscrits protestent unanimement en se retirant de la compétition. Il ne reste plus alors, pour la zone Asie/Océanie, que la Corée du Nord et l'Australie. Les Australiens partent favoris, mais les Nord-Coréens, en faisant preuve de coordination et d'une grande discipline, remportent les deux matchs et se qualifient pour la phase finale (victoires 6-1 et 3-1). La qualification de la Corée du Nord pose un problème diplomatique au pays organisateur : en effet, depuis la guerre de Corée, l'Angleterre n'a toujours pas reconnu la légitimité du gouvernement de Pyongyang et ne peut par exemple pas faire flotter son drapeau ni jouer son hymne national. Le problème s'arrange finalement avant le début de la compétition, en juillet 1966.

### Premier tour
Quatre équipes devaient participer aux éliminatoires dans la zone Asie/Océanie : la Corée du Nord, la Corée du Sud, l'Australie et l'Afrique du Sud (versée dans la zone Asie pour ces éliminatoires). L'Afrique du Sud, suspendue par la FIFA, ne peut participer aux éliminatoires et la Corée du Sud décide de se retirer lorsque l'AFC décide d'organiser le tournoi de qualification au Cambodge et non plus au Japon. Il ne reste plus en lice que la Corée du Nord et l'Australie, qui vont s'affronter en matchs « aller et retour », à Phnom Penh. Le vainqueur de ce duel se qualifie pour le tour final.
| 21 novembre 1965          | Corée du Nord                                                                      | 6 - 1 | Australie             | Stade Olympique, Phnom Penh                   |                                               |
| Historique des rencontres | Pak Doo-ik 15e · Pak Seung-jin 54e, 80e · On Seung-hwi 58e · Han Bong-zin 65e, 88e |       | Scheinflug 70e (pen.) | Spectateurs : 60 000 Arbitrage : Patrick Nice | Spectateurs : 60 000 Arbitrage : Patrick Nice |

| 24 novembre 1965          | Corée du Nord                             | 3 - 1 | Australie      | Stade Olympique, Phnom Penh                    |                                                |
| Historique des rencontres | Kim Seung-il 18e, 75e · Pak Seung-jin 53e |       | Scheinflug 15e | Spectateurs : 55 000 Arbitrage : Greg De Silva | Spectateurs : 55 000 Arbitrage : Greg De Silva |

### Second tour
Dans ce dernier tour, 3 équipes africaines et une équipe asiatique devaient s'affronter au sein d'une poule unique pour déterminer le pays qualifié pour la phase finale de la Coupe du monde. Comme toutes les équipes africaines ont déclaré forfait, c'est la Corée du Nord qui se qualifie pour la Coupe du monde 1966.

## Coupe du monde 1966

### Effectif
Voici la liste des 23 joueurs sélectionnés par Myung Rye-hyun pour la phase finale de la Coupe du monde 1966 en Angleterre :
| Effectif |     |                 |                   |            |      |               |
| N°       | Pos | Nom             | Date de naissance | Sélections | Buts | Club          |
| -------- | --- | --------------- | ----------------- | ---------- | ---- | ------------- |
| 1        | GB  | Lee Chang-myung | 2 janvier 1947    |            |      | Kigwancha SC  |
| 9        | GB  | Lee Keun-hak    | 7 juillet 1940    |            |      | Moranbong SC  |
|          |     |                 |                   |            |      |               |
| 2        | DF  | Pak Li-sup      | 6 janvier 1944    |            |      | Amrokgang SC  |
| 3        | DF  | Shin Yung-kyoo  | 30 mars 1942      |            |      | Moranbong SC  |
| 5        | DF  | Lim Zoong-sun   | 16 juillet 1943   |            |      | Moranbong SC  |
| 13       | DF  | Oh Yoon-kyung   | 6 août 1941       |            |      | August 8 SC   |
| 14       | DF  | Ha Yung-won     | 20 avril 1942     |            |      | August 8 SC   |
| 19       | DF  | Kim Yung-kil    | 29 janvier 1944   |            |      | Rodongja SC   |
| 20       | DF  | Ryoo Chang-kil  | 5 novembre 1940   |            |      | Kigwancha SC  |
|          |     |                 |                   |            |      |               |
| 4        | ML  | Kang Bong-chil  | 7 novembre 1943   |            |      | February 8 SC |
| 6        | ML  | Im Seung-hwi    | 3 février 1946    |            |      | February 8 SC |
| 21       | ML  | An Se-bok       | 29 octobre 1946   |            |      | Amrokgang SC  |
| 11       | ML  | Han Bong-zin    | 2 septembre 1945  |            |      | February 8 SC |
| 16       | ML  | Lee Dong-woon   | 4 juillet 1945    |            |      | Rodongja SC   |
| 17       | ML  | Kim Bong-hwan   | 4 juillet 1939    |            |      | Kigwancha SC  |
| 18       | ML  | Ke Seung-woon   | 26 décembre 1943  |            |      | Rodongja SC   |
|          |     |                 |                   |            |      |               |
| 7        | AT  | Pak Doo-ik      | 17 mars 1942      |            |      | Moranbong SC  |
| 8        | AT  | Pak Seung-jin   | 11 janvier 1941   |            |      | Moranbong SC  |
| 10       | AT  | Kang Ryong-woon | 25 avril 1942     |            |      | Rodongja SC   |
| 12       | AT  | Kim Seung-il    | 2 septembre 1945  |            |      | Moranbong SC  |
| 15       | AT  | Yang Seung-kook | 19 août 1944      |            |      | Kigwancha SC  |
| 22       | AT  | Lee Chi-an      | 7 juillet 1945    |            |      | February 8 SC |

### Premier tour
| Rang | Équipe           | Pts | J | G | N | P | Bp | Bc | Diff |
| ---- | ---------------- | --- | - | - | - | - | -- | -- | ---- |
| 1    | Union soviétique | 6   | 3 | 3 | 0 | 0 | 6  | 1  | +5   |
| 2    | Corée du Nord    | 3   | 3 | 1 | 1 | 1 | 2  | 4  | -2   |
| 3    | Italie           | 2   | 3 | 1 | 0 | 2 | 2  | 2  | 0    |
| 4    | Chili            | 1   | 3 | 0 | 1 | 2 | 2  | 5  | -3   |

| 12 juillet 1966                   | Union soviétique                    | 3 - 0 | Corée du Nord | Ayresome Park, Middlesbrough                            |                                                         |
| 19:30 · Historique des rencontres | Malofeev 31e, 88e · Banichevski 33e |       |               | Spectateurs : 22 000 Arbitrage : Juan Gardeazábal Garay | Spectateurs : 22 000 Arbitrage : Juan Gardeazábal Garay |
| 19:30 · Historique des rencontres | (Rapport)                           |       |               | Spectateurs : 22 000 Arbitrage : Juan Gardeazábal Garay | Spectateurs : 22 000 Arbitrage : Juan Gardeazábal Garay |

| 15 juillet 1966                   | Chili             | 1 - 1 | Corée du Nord     | Ayresome Park, Middlesbrough                        |                                                     |
| 19:30 · Historique des rencontres | Marcos 26e (pen.) |       | Pak Seung-jin 88e | Spectateurs : 16 000 Arbitrage : Aly Hussein Kandil | Spectateurs : 16 000 Arbitrage : Aly Hussein Kandil |
| 19:30 · Historique des rencontres | (Rapport)         |       |                   | Spectateurs : 16 000 Arbitrage : Aly Hussein Kandil | Spectateurs : 16 000 Arbitrage : Aly Hussein Kandil |

| 19 juillet 1966                   | Corée du Nord  | 1 - 0 | Italie | Ayresome Park, Middlesbrough                     |                                                  |
| 19:30 · Historique des rencontres | Pak Doo-ik 42e |       |        | Spectateurs : 18 000 Arbitrage : Pierre Schwinte | Spectateurs : 18 000 Arbitrage : Pierre Schwinte |
| 19:30 · Historique des rencontres | (Rapport)      |       |        | Spectateurs : 18 000 Arbitrage : Pierre Schwinte | Spectateurs : 18 000 Arbitrage : Pierre Schwinte |

### Quart de finale
| 23 juillet 1966                   | Portugal                                                  | 5 - 3 | Corée du Nord                                               | Goodison Park, Liverpool                            |                                                     |
| 15:00 · Historique des rencontres | Eusébio 27e, 43e (pen), 56e, 59e (pen) · José Augusto 80e |       | Pak Seung-jin 1re · Lee Dong-woon 22e · Yang Seung-kook 25e | Spectateurs : 51 780 Arbitrage : Menachem Ashkenazi | Spectateurs : 51 780 Arbitrage : Menachem Ashkenazi |
| 15:00 · Historique des rencontres | (Rapport)                                                 |       |                                                             | Spectateurs : 51 780 Arbitrage : Menachem Ashkenazi | Spectateurs : 51 780 Arbitrage : Menachem Ashkenazi |